# Elecciones presidenciales de Estados Unidos de 2016 en Wisconsin
Las elecciones presidenciales de los Estados Unidos de 2016 en Wisconsin se celebraron el martes 8 de noviembre de 2016, como parte de las Elecciones presidenciales de Estados Unidos de 2016, en las que participaron los 50 estados más el Distrito de Columbia. Los votantes de Wisconsin eligieron a los electores para que los representaran en el Colegio electoral a través del voto popular, enfrentando al candidato del Partido Republicano, el empresario Donald Trump y al gobernador de Indiana Mike Pence, contra la candidata del Partido Demócrata, la ex Secretaria de Estado Hillary Clinton y a su compañero de fórmula el senador de Virginia Tim Kaine, Wisconsin tenía 10 votos electorales en el Colegio Electoral.
En las elecciones generales Donald Trump ganó inesperadamente Wisconsin por un estrecho margen del 0.77%, con el 47.22% del total de votos sobre el 46.45% de Hillary Clinton. Wisconsin surgió como el estado de punto de inflexión en las elecciones de 2016.
La victoria de Trump en Wisconsin se atribuyó al apoyo abrumador y subestimado de los ciudadanos blancos de clase trabajadora en las zonas rurales del estado, un grupo demográfico que anteriormente había tendido a votar por el candidato demócrata o no votar en absoluto.
Al ganar Wisconsin, Trump se convirtió en el primer candidato republicano en ganar el estado desde Ronald Reagan en 1984. También se convirtió en el primer republicano en ganar la mayoría en el condado de Iron desde 1920. Wisconsin opinó para estas elecciones como un 2.9% más republicano que la nación en general, la primera vez que votó a la derecha de la nación desde las elecciones del año 2000. Wisconsin también fue uno de los once estados que votó dos veces por Bill Clinton, a quien Hillary Clinton perdió. Esta es la única elección desde 1960 en la que el candidato demócrata ganó el voto popular sin Wisconsin, y solo la tercera desde la Gran Depresión (la otra fue en 1944).

## Resultados
| Partido             | Partido             | Candidato           | Votos     | %     |
| ------------------- | ------------------- | ------------------- | --------- | ----- |
|                     | Republicano         | Donald Trump        | 1,405,284 | 47.22 |
|                     | Demócrata           | Hillary Clinton     | 1,382,536 | 46.45 |
|                     | Libertario          | Gary Johnson        | 106,674   | 3.58  |
|                     | Verde               | Jill Stein          | 31,072    | 1.04  |
|                     | Constitución        | Darrell L. Castle   | 12,162    | 0.41  |
| Otros o por escrito | Otros o por escrito | Otros o por escrito | 38,422    | 1.29  |
|                     |                     |                     |           |       |
| Total               | Total               | Total               | 2,976,150 | 100   |
|                     |                     |                     |           |       |
| Fuente:             |                     |                     |           |       |